# Diocèse d'Orange
Le diocèse d'Orange (en latin : Dioecesis Aurausicana) est un ancien diocèse de l'Église catholique en France, recréé en 2009 en tant que siège titulaire.
Il était suffragant de la province ecclésiastique d'Arles.

## Histoire
Le 'diocèse d'Orange est érigé au IIIe siècle.
De 830 à 1106, son histoire est rythmée par son antagonisme avec le diocèse voisin de Saint-Paul-Trois-Châteaux, essentiellement pour des raisons politiques. En effet de 830 date la réunion de ces deux diocèses pour des raisons inconnues, l'évêque siégeant, surtout au début, la plupart du temps à Orange, ce qui ne manquait pas d'ulcérer les habitants et les élites de Saint-Paul. Les princes d'Orange successifs n'eurent de cesse d'obtenir la dissociation des deux diocèses, ceci durant près de 280 ans, et avec des périodes courtes de satisfaction. En 1106, profitant de la venue en France du pape Pascal II, une délégation envoyée à l'abbaye de Cluny obtient la désignation de Richard, cardinal d'Albe et légat du pape, pour régler définitivement cette question. Celui-ci organisa une réunion à Pont-de-Sorgues des protagonistes et de Ripert, évêque d'Avignon, Léger, évêque de Viviers, et Le Bret, abbé de Saint-Ruf de Valence, à l'issue de laquelle la séparation définitive des deux diocèses fut décidée. Cette décision fut confirmée le 18 octobre 1113 par un Bref apostolique de Pascal II à l'évêque d'Orange.
Il est supprimé par la Constitution civile du clergé, adoptée par l'Assemblée nationale constituante le 12 juillet 1790 et sanctionnée par Louis XVI le 24 août suivant. Sa suppression n'est pas reconnue par le pape Pie VI mais, à la suite du Concordat de 1801, il n'est pas rétabli : par la bulle Qui Christi Domini du 29 novembre 1801, le pape Pie VII supprime le siège épiscopal et incorpore le territoire du diocèse à celui d'Avignon qui couvre alors le département du Gard et la majeure partie de celui du Vaucluse. Le rétablissement du diocèse d'Orange est prévu dans le Concordat de 1817, et un évêque (Paul-Thérèse-David d'Astros) est nommé par le Saint-Siège, mais le texte de ce concordat n'est finalement pas validé. Le 6 octobre 1822, le diocèse d'Avignon, réduit au département du Vaucluse, retrouve son rang d'archidiocèse métropolitain.
Le 6 août 1877, l'archevêque métropolitain d'Avignon est autorisé à relever le titre d'évêque d'Orange ainsi que ceux d'évêque d'Apt, Carpentras, Cavaillon et Vaison. Le 16 décembre 2002, ces titres sont supprimés.
En janvier 2009, le titre d'évêque d'Orange est rétabli comme siège titulaire. Depuis 27 janvier 2012, Mgr Julio Murat est l'évêque titulaire d'Orange.

## Territoire
Le diocèse d'Orange confinait : au nord, avec celui de Saint-Paul-Trois-Châteaux ; à l'est, avec ceux de Vaison et de Carpentras ; au sud, avec celui d'Avignon ; à l'ouest, avec celui d'Uzès.
Il comprenait 19 paroisses, dont 14 dans le Comtat, 1 en Provence et 4 dans la principauté d'Orange :
- Aubignan
- Beaumes (collégiale)
- Caderousse
- Camaret
- Jonquières
- La Garde-Paréol
- Mondragon
- Mornas
- Orange
- Piolenc
- Rochegude
- Sainte-Cécile
- Sarrians
- Sérignan
- Travaillan
- Uchaux : 
  - Darboux
  - La galle
- Vacqueyras
- Violès